# جیسون ماسی
جیسون ماسی (انگلیسی: Jason Massie؛ زادهٔ ۱۳ ژانویهٔ ۱۹۸۴) بازیکن فوتبال اهل بریتانیا است.
از باشگاه‌هایی که در آن بازی کرده‌است می‌توان به باشگاه فوتبال پرسکوت کابلس، باشگاه فوتبال لیورپول، باشگاه فوتبال مارین، و باشگاه فوتبال پرسکوت کابلس اشاره کرد.